# Fareeda Kokikhel Afridi
Fareeda «Kokikhel» Afridi va ser una feminista paixtú, activista de drets de les dones al Pakistan. Al juliol de 2012, a l'edat de 25 anys, va ser assassinada en el seu camí al treball.
Afridi va néixer i es va criar a la zona tribal de Khyber, que forma part dels Territoris Tribals d'Administració Federal (FATA), una regió semiautònoma empobrida al nord-oest de Pakistan, a la frontera amb Afganistan.
Es va graduar de la universitat amb màster en estudis de gènere. Mentre encara estava a l'escola, amb la seva germana Noor Zia Afridi, va fundar la Societat per a l'avaluació i la capacitació de dones en àrees rurals (SAWERA), una ONG dirigida per dones que promou l'apoderament de les dones dels FATA.
Afridi va ser crítica amb el govern pakistanès, el govern talibà, i amb la naturalesa patriarcal de la societat pakistanesa.
El juny de 2012, va dir als periodistes que estava sent amenaçada. Els seus amics i col·legues van sospitar que les amenaces eren dels militants talibans dels FATA.
El 5 de juliol de 2012, quan Afridi va deixar la seva casa per anar a treballar a Hayatabad, un suburbi de Peshawar, va rebre un tret al cap i dos al coll per dos motociclistes, que després es van escapar. Va morir a l'hospital.
Condemnant l'assassinat en un campament de protesta organitzat per la Fundació Aurat, juntament amb el Club de Premsa de Peshawar i la Unió Federal de Periodistes de Pakistan, el ministre d'informació de Khyber Pakhtunkhwa, Mian Iftikhar Hussain, va declarar:
| « | La imposició de decrets de mort sobre individus com Fareeda ha donat com a resultat una imatge negativa del nostre país i també de l'Islam. | » |

Va ser la segona dona de Khyber Pakhtunkhwa assassinada pels extremistes talibans.